# Boks na Igrzyskach Boliwaryjskich 1951
Boks na igrzyskach boliwaryjskich 1951 – trzecia edycja igrzysk boliwaryjskich, na których jedną z kategorii był boks. Boks na tych igrzyskach rozgrywany jest od pierwszej edycji, która odbyła się w 1938. Mężczyźni rywalizowali w ośmiu kategoriach wagowych.

## Medaliści
| Kategoria wagowa           | Złoto            | Srebro            | Brąz                |
| Waga musza (- 51 kg.)      | Rafael Tovar     | Santiago Luchini  | Rodolfo Francis     |
| Waga kogucia (- 54 kg.)    | Isidoro Martínez | Alí Martuci       | León Bustamante     |
| Waga piórkowa (- 57 kg.)   | Joaquín León     | Manuel Barton     | Hermenegildo Avalos |
| Waga lekka (- 60 kg.)      | Vicente Matute   | Horacio Otis      | Lolo Espinosa       |
| Waga półśrednia (- 67 kg.) | Sergio Guascue   | Pedro García      | Luis Samuels        |
| Waga średnia (- 73 kg.)    | Mauro Mina       | Evelio Ríos       | ----                |
| Waga półciężka (- 80 kg.)  | Fridolino Vilca  | Pablo Ascanio     | ----                |
| Waga ciężka (+ 80 kg.)     | Esmeraldo Campos | Eduardo Rodríguez | ----                |